# リアンナ
『リアンナ』（原題: Lianna）は、1983年製作のアメリカ合衆国の映画。

## ストーリー
主婦リアンナは、夜間大学の児童文学の講師ルースの助手になろうとした矢先、大学教授の夫ディックを知ってしまう。
ディックが不在の間にリアンナはルースの家に行ったことがきっかけで、2人は肉体関係を結ぶ。その後このことがディックに知られ、リアンナは家を追い出されてしまう。また、同じ講義を受けていた友人のサンディもリアンナと距離を置いてしまう。
孤立したリアンナは知り合いや仕事を見つけるも、なかなか居場所がなかった。ある日、彼女はルースに連れて行ってもらったレズビアン・バーでシンディという女性と関係を持つ。
やがて、学年末を迎えたルースはリアンナと別れ、街を去る。再び孤独になったリアンナはサンディと再会し、心をいやした。

## キャスト
- リアンナ・マッセイ：リンダ・グリフィス
- ルース：ジェーン・ホーラレン
- ディック：ジョン・デヴリーズ